# Carl Miller
Carl Miller (Iowa Park (Texas), 9 de agosto de 1894-Honolulu, 20 de enero de 1979) fue un actor de cine estadounidense que apareció en un total de 48 películas entre los años 1917 y 1942. Sus papeles más recordados fueron en The Kid (1921) y en A Woman of Paris (1923), ambas con guion, producción y dirección de Charles Chaplin y con Edna Purviance como compañera de reparto.

## Filmografía (selección)
- The Doctor and the Woman (1918)
- The Kid (1921)
- Cinderella of the Hills (1921)
- Condemned (1923)
- A Woman of Paris (1923)
- Jealous Husbands (1923)
- The Lover of Camille (1924)
- The Redeeming Sin (1925)
- The Red Kimona (1925)
- The Wall Street Whiz (1925)
- The Great K & A Train Robbery (1926)
- Raggedy Rose (1926)
- The Power of the Weak (1926)
- Whispering Sage (1927)
- Why Sailors Go Wrong (1928)
- Making the Varsity (1928)
- Traveling Husbands (1931)
- Honor of the Family (1931)
- Renegades of the West (1932)
- No Ransom (1934)
- The Plainsman (1936)
- Lawless Valley (1938)
- In Old California (1942)